# Hungama TV
Hungama TV è un canale televisivo indiano edito da Disney e UTV Software Communications.

## Programmi
- Pokémon
- Doraemon
- Le Superchicche
- Titeuf
- Wheel Squad
- A scuola di magie
- Principesse sirene - Mermaid Melody
- Winx Club